# Liste des épisodes d'Arabesque

Cet article présente la liste des épisodes de la série télévisée américaine Arabesque (Murder, She Wrote).

## Première saison (1984-1985)
1. L'Assassinat de Sherlock Holmes (The Murder of Sherlock Holmes)
2. L'Héritage (Deadly Lady)
3. Qui se ressemble s'assemble (Birds of a Feather)
4. Bravo pour l'homicide (Hooray for Homicide)
5. Quelle vie de chien (It's a dog life)
6. Amants et autres tueurs (Lovers and Others Killers)
7. Délit de fuite (Hit, Run and Homicide)
8. Le Meurtre du magicien (We're off to Kill the Wizard)
9. Meurtre en coulisse (Death Takes a Curtain Call)
10. La mort jette un sort (Death Casts a Spell)
11. Peine capitale (Capitol Offense)
12. L'Assassin entre en scène (Broadway Malady)
13. Meurtre à la Nouvelle-Orléans (Murder to a Jazz Beat)
14. La Croisière tragique (My Johnny Lies Over the Ocean)
15. Dessine-moi un assassin (Paint Me a Murder)
16. Les durs ne meurent pas (Tough Guys Don't Die)
17. Mort subite (Sudden Death)
18. Manuscrit pour un meurtre (Footnote to Murder)
19. L'assassin prend l'autocar (Murder Takes the Bus)
20. Réponse à main armée (Armed Response)
21. Meurtre dans l'oasis (Murder at the Oasis)
22. Pendaison (Funeral at Fifty-Mile)

## Deuxième saison (1985-1986)
1. Meurtre au paradis (Widow, Weep for Me)
2. Peut-être que Joshua Peabody est mort ici (Joshua Peabody Died Here… Possibly)
3. Meurtre en matinée (Murder in the Afternoon)
4. L'École du scandale (School for Scandal)
5. Le Sosie de l'assassin (Sing a Song of Murder)
6. Hallucinations (Reflections of the Mind)
7. La Dame du lac (A Lady in the Lake)
8. Course épique (Dead Heat)
9. Jessica derrière les barreaux (Jessica Behind Bars)
10. L'Assassin était au courant (Sticks and Stones)
11. Le meurtrier creuse sa tombe (Murder Digs Deep)
12. Meurtre uniquement sur rendez-vous (Murder By Appointment Only)
13. Erreur judiciaire - Machiavélisme (Trial By Error)
14. Sévices non compris (Keep the Home Fries Burning)
15. Cocktail explosif (Powder Keg)
16. Don du ciel (Murder in the Electric Cathedral)
17. Meurtre aux enchères (One Good Bid Deserves a Murder)
18. Cadavres en vrac (If a Body Meet a Body)
19. Mort le dimanche (Christopher Bundy Died On Sunday)
20. Mort sur le court (Menace, Anyone?)
21. Meurtre masqué (The Perfect Foil)
22. Jeune Cadre dynamite (If the Frame Fits)

## Troisième saison (1986-1987)
1. Meurtre sous le chapiteau 1/2 (Death Stalks the Big Top (part. 1/2))
2. Meurtre sous le chapiteau 2/2 (Death Stalks the Big Top (part. 2/2))
3. Mission non accomplie (Unfinished Business)
4. Rose blanche pour un tueur (One White Rose for Death)
5. Meurtre sans publicité (Corned Beef & Carnage)
6. L'Or des morts (Dead Man's Gold)
7. Meurtre à la une (Deadline for Murder)
8. Magnum à la une. Partie 2 (Magnum On Ice (2))
9. Le journaliste a jeté l'ancre (Obituary for a Dead Anchor)
10. Comédie de l'assassin (Stage Struck)
11. La Nuit du cavalier sans tête (Night of the Headless Horseman)
12. Le Cadavre voyage en première (The Corpse Flew First Class)
13. L'Homme à la voix rauque (Crossed Up)
14. Meurtre en la mineur (Murder in a Minor Key)
15. Parlons vrai (The Bottom Line Is Murder)
16. Meurtre avant le combat (Death Takes a Dive)
17. La Couleur de la mort (Simon Says, Color Me Dead)
18. À Mourir de rire (No Laughing Murder)
19. Règlements de compte (No Accounting for Murder)
20. Les Voix d'outre-tombe (The Cemetery Vote)
21. Erreur judiciaire (The Days Dwindle Down)
22. Meurtre en 16 pistes (Murder, She Spoke)

## Quatrième saison (1987-1988)
1. Une mort à la mode (A Fashionable Way to Die)
2. Le Temps des voleurs (When Thieves Fall Out)
3. Le témoin de la défense (Witness for the Defense)
4. Quinze ans après (Old Habits Die Hard)
5. Bataille pour la présidence (The Way to Dusty Death)
6. Un don héréditaire (It Runs in the Family)
7. Beverly, Phyllis, Eve et les autres (If It's Thursday, It Must Be Beverly)
8. Vol d'une intrigue (Steal Me a Story)
9. Le Jardin d'Eden (Trouble in Eden)
10. Sur le sentier de la guerre (Indian Giver)
11. Une enquête hors de prix (Doom With a View)
12. Le Bouillon de onze heures (Who Threw the Barbitals in Mrs. Fletcher's Chowder?)
13. La Nuit de la comète (Harbinger of Death)
14. La Malédiction de Daanau (Curse of the Daanau)
15. Drame en trois actes (Mourning Among the Wisterias)
16. Jeux d'espion (Murder Through the Looking Glass)
17. L'Élixir de courte vie (A Very Good Year for Murder)
18. Trahison sous verre (Benedict Arnold Slipped Here)
19. L'Arme du crime au menu (Just Another Fish Story)
20. Rodéo de feu (Showdown in Saskatchewan)
21. Meurtre en différé (Deadpan)
22. Passions politiques (The Body Politic)

## Cinquième saison (1988-1989)
1. Erreur d'impression (J.B. as in Jailbird)
2. Un travail d'orfèvre (A Little Night Work)
3. La Retraite de M. Penroy (Mr. Penroy's Vacation)
4. La Neige ensanglantée (Snow White, Blood Red)
5. Coup de grisou (Coal Miner's Slaughter)
6. Les Bijoux de la couronne (Wearing of the Green)
7. Le Dernier Vol du Dixie Damsel (The Last Flight of the Dixie Damsel)
8. Les Trois Prédictions (Prediction: Murder)
9. L'amour a toujours gain de cause (Something Borrowed, Someone Blue)
10. Le Don de double vie (Weave a Tangled Web)
11. Le Petit-Fils (The Search for Peter Kerry)
12. Une opération indiscrète (Smooth Operators)
13. Diables et magie noire (Fire Burn, Cauldron Bubble)
14. Salade russe (From Russia with Blood)
15. Meurtre à l'université (Alma Murder)
16. Le Routier (Truck Stop)
17. Les Péchés de Castle Cove (The Sins of Castle Cove)
18. Le Legs de Trevor Hudson (Trevor Hudson's Legacy)
19. Un sosie parfait (Double Exposure)
20. Pourquoi le baseball peut-il être mortel ? (Three Strikes, You're Out)
21. Miroir, ô mon Miroir 1re partie (Mirror, Mirror on the Wall: Part 1)
22. Miroir, ô mon Miroir 2e partie (Mirror, Mirror on the Wall: Part 2)

## Sixième saison (1989-1990)
1. Intrigues à Athènes (Appointment in Athens)
2. Le Secret de la confession (Seal of the Confessional)
3. La Vieille Dame (The Grand Old Lady)
4. Victime ou Assassin (The Error of Her Ways)
5. Jack et Bill (Jack and Bill)
6. Tout feu, tout flamme (Dead Letter)
7. La Malédiction (Night of the Tarantula)
8. La Cantatrice (When the Fat Lady Sings)
9. L'Épreuve du testament (Test of Wills)
10. Échec et Mat (Class Act)
11. Un maire idéal (Town Father)
12. Goodbye Charlie (Goodbye Charlie)
13. Une lumière dans la nuit (If the Shoe Fits)
14. Un meurtre trop tentant (How to Make a Killing without Really Trying)
15. La Surenchère (The Fixer-Upper)
16. Le grand spectacle (The Big Show of 1965)
17. L'Envers du décor (Murder: According to Maggie)
18. Mon ami O'Malley (O'Malley's Luck)
19. Chassez le naturel (Always a Thief)
20. Noces rouges (Shear Madness)
21. Le Dragon chinois (The Szechuan Dragon)
22. Mariage à la sicilienne (The Sicilian Encounter)

## Septième saison (1990-1991)
1. L'Arroseur arrosé (Trials and Tribulations)
2. Un regrettable malentendu (Deadly Misunderstanding)
3. Pour le meilleur et pour le pire (See You in Court, Baby)
4. Oraisons funèbres (Hannigan's Wake)
5. Bijoux de famille (The Family Jewels)
6. Une forme d'enfer (A Body to Die For)
7. Le Retour de Preston Gilles (The Return of Preston Giles)
8. Que le meilleur gagne (The Great Twain Robbery)
9. Tout finit par des chansons (Ballad for a Blue Lady)
10. Meurtre en fa mineur (Murder in F Sharp)
11. La Famille (Family Doctor)
12. Un Baiser de Judas (Suspicion of Murder)
13. Contravention fatale (Moving Violation)
14. Qui a tué Jessica Fletcher? (Who Killed J.B. Fletcher?)
15. Contrôle fiscal (The Taxman Cometh)
16. J'en parlerai à mon cheval (From the Horse's Mouth)
17. Le Retour du Père Prodigue (The Prodigal Father)
18. Où es-tu donc passé Billy Boy ? (Where Have You Gone, Billy Boy?)
19. Le Fils (Thursday's Child)
20. Un pur et simple meurtre (Murder, Plain and Simple)
21. L'Empoisonneuse (Tainted Lady)
22. Le Manuscrit perdu (The Skinny According to Nick Cullhane)

## Huitième saison (1991-1992)
1. Les Mystères de New York (Bite the Big Apple)
2. Panique sur le campus (Night Fears)
3. Biographie interdite (Unauthorized Obituary)
4. La Voix du sang (Thicker Than Water)
5. Les Temps modernes (Lines of Excellence)
6. Le Blues de Jessica Fletcher (Judge Not)
7. Ultime Correspondance (Terminal Connection)
8. Meurtre à Las Vegas (A Killing in Vegas)
9. Un club très privé (The Committee)
10. Cinq Hommes en sursis (The List of Yuri Lermentov)
11. La Danse diabolique (Danse Diabolique)
12. La Chasse aux sorcières (The Witch's Curse)
13. La Maison maudite (Incident in Lot 7)
14. Mort d'une crapule (The Monte Carlo Murders)
15. Une poignée de livres (Tinker, Tailor, Liar, Thief)
16. Meurtres en séries (Ever After)
17. Une ballade irlandaise (To the Last Will I Grapple with Thee)
18. Meurtre programmé (Programmed for Murder)
19. Le Masque de Montezuma (Day of the Dead)
20. L'Ange de la mort (Angel of Death)
21. Médaille d'honneur (Badge of Honor)
22. Jessica au pays des jouets (Murder on Madison Avenue)

## Neuvième saison (1992-1993)
1. Meurtre à Milan (Murder in Milan)
2. Secret de famille (Family Secrets)
3. La taupe (The Mole)
4. La Dame de la tour (The Wind Around the Tower)
5. Le fichier (The Dead File)
6. La nuit du coyote (Night of the Coyote)
7. Le meilleur et le pire (Sugar & Spice, Malice & Vice)
8. Un mort pour un empire (The Classic Murder)
9. Le secret de Charlie (A Christmas Secret)
10. Trois petites notes de musique (The Sound of Murder)
11. Quand le rideau tombe (Final Curtain)
12. Double impasse (Double Jeopardy)
13. Attention… danger (Dead Eye)
14. Radio mortelle (Killer Radio)
15. Des ragots à gogo (The Petrified Florist)
16. Au seuil de la folie (Threshold of Fear)
17. L'embargo (The Big Kill)
18. La mythomane (Dead to Rights)
19. Seul témoin (Lone Witness)
20. Un assassin à bord (Ship of Thieves)
21. La rescapée (The Survivor)
22. Amour, succès et décadence (Love's Deadly Desire)

## Dixième saison (1993-1994)
1. Mort à Hong-Kong (A Death in Hong Kong)
2. Pour qui sonne la mort (For Whom the Ball Tolls)
3. Le Vampire de la maison Borbey (The Legacy of Borbey House)
4. Le Tueur fantôme (The Phantom Killer)
5. Meurtre virtuel (A Virtual Murder)
6. Le Faux-semblant (Bloodlines)
7. Le Lutin irlandais (A Killing in Cork)
8. L'Amour du jeu (Love and Hate in Cabot Cove)
9. Les Prédictions de Jessica (Murder at a Discount)
10. Meurtre en blanc (Murder in White)
11. Escale imprévue (Northern Explosion)
12. La Recette de Jessica (Proof in the Pudding)
13. Vol au-dessus d'un nid de coquins (Portrait of Death)
14. Caisse noire (Deadly Assets)
15. Meurtre sur la terrasse (Murder on the Thirtieth Floor)
16. La Plume rouge (Time to Die)
17. Le Masque (The Dying Game)
18. Seth fait des siennes (The Trouble with Seth)
19. Le Rendez-vous meurtrier (Roadkill)
20. La Note qui tue (A Murderous Muse)
21. Le Tourniquet (Wheel of Death)

## Onzième saison (1994-1995)
1. Nid de vipères (A Nest of Vipers)
2. Souvenirs d'Amsterdam (Amsterdam Kill)
3. La Fin d'une légende (To Kill a Legend)
4. Mort à Hawaï (Death in Hawaii)
5. Des lettres pour Loretta (Dear Deadly)
6. Canal Meurtre (The Murder Channel)
7. Vacances aux Caraïbes (Fatal Paradise)
8. Les Vendanges (Crimson Harvest)
9. Un meurtre pour deux (Murder by Twos)
10. Meurtre du mois (Murder of the Month Club)
11. L'Œuf de Fabergé (An Egg to Die For)
12. Le Parfum mortel (The Scent of Murder)
13. Mort et Dénégation (Death 'n Denial)
14. Meurtre à l'opéra (Murder in High-C)
15. La Double Mort du Docteur Franklin (Twice Dead)
16. Le Film inachevé (Film Flam)
17. Les Dessous de la mode (Murder a la Mode)
18. Une équipe de rêve (The Dream Team)
19. Les Risques du métier (School for Murder)
20. La Mariah d'ébène (Another Killing in Cork)
21. Jeu, Set et Meurtre (Game, Set, Murder)

## Douzième saison (1995-1996)
1. Du bout des ongles (Nailed)
2. Un avocat gourmand (A Quaking in Aspen)
3. La Balade de Jessica Fletcher (The Secret of Gila Junction)
4. Vaudou-Connection (Big Easy Murder)
5. Soins à domicile (Home Care)
6. Le Trésor de Cromwell : 1re Partie (Nan's Ghost: Part 1)
7. Le Trésor de Cromwell : 2e Partie (Nan's Ghost: Part 2)
8. Tournage à Rome (Shooting in Rome)
9. Enchère mortelle (Deadly Bidding)
10. Chambre froide (Frozen Stiff) avec Dirk Benedict
11. Un témoin en or (Unwilling Witness)
12. Meurtre au kendo (Kendo Kill)
13. Meurtre en chanson (Death Goes Double Platinum)
14. Meurtre en tempo (Murder in Tempo) avec Josh Taylor
15. L'Ombre du passé (The Dark Side of the Door)
16. Les Verres correcteurs (Murder Among Friends)
17. Rien ne va Plus, Marionnette-Ville (Something Foul in Floppieville)
18. Un chien fougueux (Track of a Soldier) avec Audrey Landers
19. Mauvaise Ambiance (Evidence of Malice)
20. Un héritage encombrant (Southern Double-Cross)
21. Enjeu de mort (Race to Death)
22. Le secret qui tue (What You Don't Know Can Kill You)
23. La Vengeance de madame Parker (Mrs. Parker's Revenge)
24. Place aux jeunes (Death by Demographics)

## Téléfilms
- 1997 : Arabesque : La Peur aux trousses (South By Southwest)
- 2000 : Arabesque : Le Pacte de l'écrivain (A Story To Die for)
- 2001 : Arabesque : L'Heure de la justice (The Last Free Man)(le générique du DVD renseigne 2000)
- 2003 : Arabesque : Le Fils perdu (The Celtic Riddle)(le générique du DVD renseigne 2002)